# Louis Hudson
Louis Henry Dewey Hudson (* 16. Mai 1898 in Thamesville, Ontario; † 24. Juni 1975) war ein kanadischer Eishockeyspieler.
Bei den Olympischen Winterspielen 1928 in St. Moritz gewann er mit der kanadischen Nationalmannschaft die Goldmedaille im olympischen Eishockeyturnier. Bei den Olympischen Winterspielen 1924 in Chamonix war er bereits als Reservespieler der Kanadier nominiert worden. Da er aber nicht eingesetzt wurde, erhielt er keine Goldmedaille.

## Erfolge und Auszeichnungen
- 1928 Goldmedaille bei den Olympischen Winterspielen